# José María Caffarel
Caffarel  Fábregas est un nom espagnol. Le premier nom de famille, en général paternel, est Caffarel ; le second, en général maternel, souvent omis, est Fábregas.
José María Caffarel Fábregas, né à Barcelone le 10 novembre 1919, mort à Madrid le 6 novembre 1999, est un acteur espagnol de théâtre, de cinéma et de télévision. Il participe également au doublage de films. Son nom paternel est parfois orthographié Caffarell.

## Biographie
José María commence des études d'ingénieur, qui sont interrompues lors de la guerre civile. Après la fin de la guerre, il se consacre au commerce de drap, avec une activité dans le théâtre amateur.
Adolfo Marsillach décide de l'intégrer à sa compagnie, lui offrant ainsi de devenir un professionnel du théâtre. Il fait ses débuts au cinéma en 1957 avec le film La Dernière Chansonnette (es) (El último cuplé), de Juan de Orduña. C'est le premier titre d'une longue carrière cinématographique qui l'a conduit à apparaître dans des rôles secondaires dans plus de 160 films. Parmi eux, grâce à sa maîtrise du français, de l'anglais et de l'italien, on note quelques productions internationales, comme Le Plus Grand Cirque du monde (1964), de Henry Hathaway ou Le Docteur Jivago (1965), de David Lean.
Également présent à la télévision, il y fait ses débuts aux côtés de Marsillach dans la série Silencio vivimos (1962-1963). Plus tard viendront Firmado Pérez (es), Primera fila (es), Confidencias (es), Estudio 1 (es), Historias para no dormir, ¿Es usted el asesino? (1968), Novela (es), Silencio, estrenamos (es) (1974), La saga de los Rius (es) (1976), Los gozos y las sombras (1982), Goya (es) (1985), L'Autobus volant du professeur Poopsnagle (1986), Clase media (es) (1987), La Regenta (es) (1995), Farmacia de guardia (1991-1995) ou Hermanas (es) (1998).
Tout au long de sa carrière, il a également travaillé comme doubleur à des centaines d'occasions.
Il meurt à son domicile de Madrid dans la nuit du 6 novembre 1999, des suites d'un arrêt cardiaque après une longue maladie. Il est enterré au cimetière de l'Almudena.

### Vie familiale
Il est père de trois enfants, dont l'ancienne directrice de RTVE, Carmen Caffarel (es).

## Filmographie partielle
Sauf indication contraire, les informations mentionnées dans cette section peuvent être confirmées par la base de données cinématographiques IMDb,  présente dans la section « Liens externes ».

### Cinéma
- 1957 : La Dernière Chansonnette (es) (El último cuplé)
- 1957 : Distrito Quinto (es)de Julio Coll
- 1957 : Fulano y Mengano (es) de Joaquín Luis Romero Marchent
- 1959 : L'Homme de la frontière (La encrucijada) d'Alfonso Balcázar : Martínez

#### Années 1960
- 1960 : El emigrante (es) de Sebastián Almeida
- 1961 : Plácido de Luis García Berlanga : Zapater
- 1961 : Los cuervos (es) de Julio Coll
- 1961 : Les Corsaires des Caraïbes (it) d'Eugenio Martín : le Hambourgeois
- 1961 : Teresa de Jesús (es) de Juan de Orduña : évêque d'Avila
- 1961 : Tres de la Cruz Roja (es) de Fernando Palacios
- 1961 : Botón de ancla (es) de Miguel Lluch
- 1962 : Tómbola (es) de Luis Lucia Mingarro
- 1962 : Atraco a las tres de José María Forqué
- 1962 : Une dame aux camélias (La bella Lola) d'Alfonso Balcázar : entrepreneur
- 1962 : Vuelve San Valentín (es) de Fernando Palacios
- 1962 : Une famille explosive (La gran familia) de Fernando Palacios
- 1962 : Espions sur la Tamise (de) de Harald Reinl : Vane
- 1962 : Le Tueur à la rose rouge d'Eugenio Martín : psychiatre
- 1963 : Chantaje a un torero (es) de Rafael Gil
- 1963 : Le Castillan (El valle de las espadas) de Javier Setó : prince More
- 1963 : Rocío de la Mancha (es) de Luis Lucia Mingarro
- 1963 : Marisol rumbo a Río (es) de Fernando Palacios
- 1964 : El señor de La Salle (es) de Luis César Amadori
- 1964 : El salario del crimen (es) de Julio Buchs : directeur de banque
- 1964 : Le Plus Grand Cirque du monde d'henry Hathaway
- 1965 : Le Docteur Jivago de David Lean
- 1965 : Mission dangereuse au Kurdistan (Durchs wilde Kurdistan) de Franz Josef Gottlieb
- 1965 : Más bonita que ninguna (es) de Luis César Amadori
- 1965 : Marie-Chantal contre le docteur Kha de Claude Chabrol
- 1965 : Le Petit Gondolier (Loca juventud) de Manuel Mur Oti
- 1965 : El Mundo Sigue de Fernando Fernán Gómez : Julito
- 1965 : Historias de la televisión (es) de José Luis Sáenz de Heredia
- 1966 : Pampa salvaje (es) d'Hugo Fregonese
- 1966 : Opération Goldman d'Antonio Margheriti : Archie White
- 1966 : Surcouf, le tigre des sept mers (Surcouf, l'eroe dei sette mari) de Sergio Bergonzelli et Roy Rowland : M. Blaise
- 1966 : Dynamite Jim d'Alfonso Balcázar : Martinez
- 1966 : Le Chevalier à la rose rouge (Rose rosse per Angelica) de Steno : Louis XVI
- 1966 : Gringo, jette ton fusil (El aventurero de Guaynas) de Joaquín Luis Romero Marchent : Boris Pietroff
- 1967 : Las cuatro bodas de Marisol (es) de Luis Lucia Mingarro
- 1967 : L'Homme qui venait pour tuer de Leon Klimovsky
- 1967 : Bang Bang Kid de Luciano Sacripanti : Skaggel, le maire
- 1967 : Coplan ouvre le feu à Mexico de Riccardo Freda : Langis
- 1968 : Cristina Guzmán (es) de Luis César Amadori
- 1968 : El hueso (es) d'Antonio Giménez-Rico
- 1968 : L'Agent américain (Un dollaro per 7 vigliacchi) de Giorgio Gentili

#### Années 1970
- 1970 : Tristana de Luis Buñuel
- 1970 : La révolte gronde à Bornéo (Le tigri di Mompracem) de Mario Sequi : le maharadjah Varauni
- 1971 : Boulevard du rhum de Robert Enrico : notaire
- 1971 : un aller simple de José Giovanni : réceptionniste
- 1972 : Police Magnum (Kill!) de Romain Gary : Algate
- 1972: Alta tensión de Julio Buchs
- 1973 : Las señoritas de mala compañía (es) de José Antonio Nieves Conde : Jaime Roig Vidal
- 1973 : Ricco de Tulio Demicheli : le Marseillais
- 1975 : Una abuelita de antes de la guerra (es) de Vicente Escrivá
- 1975 : Léonor de Juan Luis Buñuel : médecin
- 1975 : Ordre de tuer (El clan de los inmorales) de José Gutiérrez Maesso : Commissaire Clément
- 1975 : L'Évadé (Breakout) de Tom Gries : médecin de la prison fédérale
- 1976 : Le Continent fantastique (Viaje al centro de la Tierra) de Juan Piquer Simón
- 1977 : Uno del millón de muertos (es) d'Andrés Velasco Rubio
- 1978 : La Fille d'Alberto Lattuada : Bartolo
- 1979 : Supersonic Man de Juan Piquer Simón
- 1979 : Polvos mágicos ou Lady Lucifera, de José Ramón Larraz : comte

#### Années 1980 et 1990
- 1980 : Estigma de José Ramón Larraz : chauffeur de taxi
- 1980 : El lobo negro (de) de Rafael Romero Marchent : Don Diego
- 1984 : Memorias del general Escobar de José Luis Madrid
- 1986 : Dragon Rapide de Jaime Camino
- 1986 : El viaje a ninguna parte de Fernando Fernán Gómez
- 1988 : Jarrapellejos d'Antonio Giménez Rico : Juez
- 1989 : Sangre y arena (es) de Javier Elorrieta
- 1990 : Au bonheur des chiens (C'era un castello con 40 cani) de Duccio Tessari : notaire
- 1991 : ¿Lo sabe el ministro? (es) de Josep Maria Forn : Josep Fill

### Télévision
- 1962 : Silencio, vivimos (es)
- 1968 : Firmado Pérez (es)
- 1968 : Primera fila (es)
- 1968 : Confidencias (es)
- 1968 : Estudio 1 (es)
- 1968 : Historias para no dormir
- 1968 : ¿Es usted el asesino?
- 1974 : Novela (es)
- 1974 : Silencio, estrenamos (es)
- 1976 : La saga de los Rius (es) (1976)
- 1982 : Los gozos y las sombras
- 1985 : Goya (es)
- 1986 : L'Autobus volant du professeur Poopsnagle
- 1987 : Clase media (es)
- 1991-1995 : Farmacia de guardia
- 1995 : La Regenta (es)
- 1998 : Hermanas (es)

## Théâtre (sélection)
- 1956 : Historia de un resentido (es) de Joaquín Calvo Sotelo (es)[3]
- 1962 : Doña Clarines (es)
- 1972 : Milagro en Londres (es)
- 1979 : Lo que vio el mayordomo (es)
- 1966 : El rinoceronte, d'Ionesco, mis en scène le 29 juin 1966 sur Estudio 1
- 1966 : Cena de Navidad (es), de José López Rubio, mis en scène le 21 décembre 1966